# نانسی ویک
نانسی گریس آگوستا ویک (انگلیسی: Nancy Grace Augusta Wake; زاده ۳۰ اوت ۱۹۱۲ – درگذشته ۷ اوت ۲۰۱۱) فرد نظامی اهل نیوزیلند بود. نانسی ویک به عنوان جنگجویی بی‌رحم و میخواره‌ای قهار شهرت داشت. توانایی گریز نانسی باعث شد گشتاپو لقب موش سفید را به او بدهند.

## زندگی‌نامه
ویک در ۳۰ اوت ۱۹۱۲ در ولینگتون به دنیا آمد. وی کوچکترین بین شش فرزند خانواده بود. پدر وی یک روزنامه‌نگار بود. نانسی در سیدنی شمالی بزرگ شد و در سن ۱۶ سالگی از خانه فرار کرد و مدت کوتاهی به عنوان پرستار به فعالیت پرداخت. او در دهه ۱۹۳۰ در فرانسه در هرست کورپوریشن به عنوان روزنامه‌نگار مشغول به کار شد. ویک در سال ۱۹۳۷ با کارخانه‌دار فرانسوی، آنری فیوکا ملاقات نمود و در سال ۳۰ نوامبر ۱۹۳۹ با ازدواج نمود. وی در زمان حمله آلمان نازی به فرانسه در مارسی زندگی می‌کرد. ویک پس از پیوستن به جنبش مقاومت، به نیروهای هوایی فراری متفقین کمک می‌کرد از طریق کوهستان پیرنه خود را به مکانی امن در اسپانیا برسانند. اما وقتی آلمانی‌ها از این موضوع مطلع شدند، او مجبور شد از طریق اسپانیا به بریتانیا بگریزد.
اما نازی‌ها همسرش را گرفتند و شکنجه و اعدام کردند. ویک با چتر دوباره به فرانسه بازگشت و به سازمان عملیات ویژه بریتانیا پیوست. او در مصاحبه تلویزیونی خود در دهه ۱۹۹۰ توضیح داد چطور یک نگهبان آلمانی را کشته: «در سازمان عملیات ویژه بریتانیا حرکت ضربه با تیزی دست به گردن را یاد می‌دادند و من هم آن را خیلی تمرین کرده بود. اما این تنها باری بود که از آن استفاده کردم.» وقتی فرستنده و رمزهای رادیویی متفقین در یک عملیات گم شدند، او داوطلب شد برای پیدا کردن یک فرستنده جایگزین و مخابره پیام به لندن با دوچرخه مسافتی طولانی را در قلمروی دشمن طی کند. بمب‌های جنگ جهانی دوم 'فضا را هم تکان داد' یوزف منگله؛ راز زندگی 'فرشته مرگ' آلمان نازی، با کشف نامه‌ای آشکار شد نانسی لباس‌های شیک می‌پوشید و با سربازان آلمانی بیرون می‌رفت تا از آن‌ها اطلاعات بگیرد. او به روزنامه «آستریلین» گفت: «در راه کمی پودر به صورتم می‌زدم و کمی هم می‌نوشیدم، بعد موقع رد شدن از محل نگهبانی‌شان چشمک می‌زدم و می‌گفتم 'می‌خواهی من را بگردی'؟ خدایا عجب حرامزاده کوچولوی عشوه‌گری بودم.» نانسی ویک برندهٔ نشان‌هایی همچون مدال جورج، نشان افتخار آزادی رئیس‌جمهوری، لژیون دونور (افسر)، و صلیب جنگ ۱۹۴۵–۱۹۳۹ (فرانسه) شده‌است. نانسی ویک در ۷ اوت ۲۰۱۱ در سن ۹۸ سالگی در لندن در اثر عفونت درگذشت.

## یادداشت
1. ↑  la souris blanche